# Vandoren
 (septembre 2018).
Si vous disposez d'ouvrages ou d'articles de référence ou si vous connaissez des sites web de qualité traitant du thème abordé ici, merci de compléter l'article en donnant les références utiles à sa vérifiabilité et en les liant à la section « Notes et références ».
Pour les articles homonymes, voir Van Doren.
Vandoren est une entreprise française de facture instrumentale fondée en 1905.

## Historique
Le clarinettiste Eugène Van Doren (1873-1940), petite clarinette à l'Opéra de Paris, fonde en 1905 l’entreprise Vandoren. Son fils Robert (1904-1996) puis son petit-fils Bernard (né en 1945) lui ont succédé. Bernard Van Doren, entré dans la société en 1967, en est le directeur actuel.

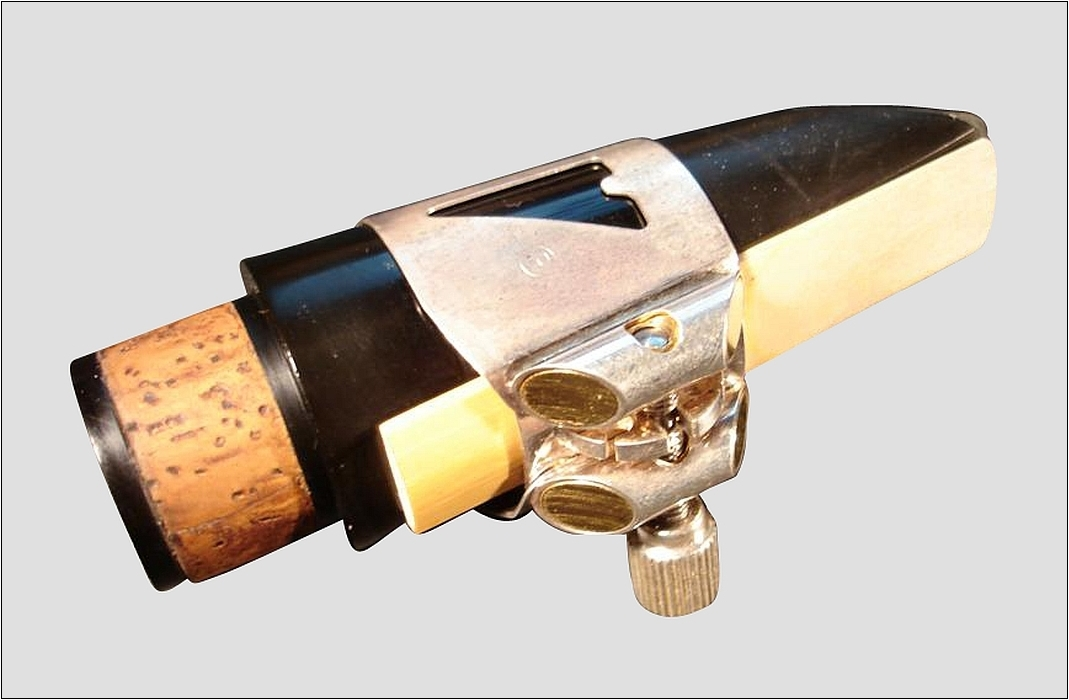
Une ligature sur une anche et un bec Vandoren

Le siège social de Vandoren et les studios d’essai pour les musiciens sont à Paris et l’usine est à Bormes-les-Mimosas dans le Var. Vandoren fabrique des anches, des becs et des ligatures pour le saxophone et la clarinette, pour toute la gamme des instruments du grave à l'aigu, pour la musique classique et le jazz notamment. Il conçoit aussi des accessoires pour clarinette et saxophone. Depuis 1905, tous les becs et anches sont fabriqués exclusivement en France. Les anches Vandoren sont présentées depuis 2007 avec un emballage individuel sous « Flow Pack » qui garantit une stabilité hygrométrique quelles que soient les conditions de stockage entre l’usine et le musicien.
Afin d'inciter les compositeurs à écrire pour clarinette ou saxophone[réf. nécessaire], Vandoren a organisé des concours de composition : quatre concours pour orchestre d'harmonie « Concours Bernard Van Doren » à partir de 1985 ; et en 1996, avec la collaboration de l'A.P.E.S. (Association Pour l’Essor du Saxophone), un concours de composition de pièces pédagogiques pour saxophone dans les domaines de la musique de chambre et celle pour ensemble de saxophones. La société Vandoren a aussi mené durant plusieurs années une politique de commande à des compositeurs.

## Becs
Les becs de clarinette et de saxophone Vandoren sont fabriqués en caoutchouc vulcanisé appelé ébonite. Leurs becs de saxophone ténor V16 sont également disponibles dans une variante en métal.

## Anches
L'entreprise produit des anches de clarinette de différents styles pour les clarinettes de systèmes français, allemand et autrichien.

### Anches de clarinette système Boehm (ou système français)

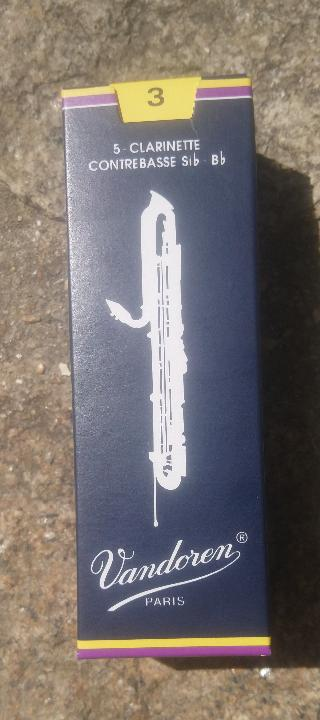
Boite d'anches pour clarinette contrebasse Vandoren (bleue),force 3.

Les anches traditionnelles (emballage bleu) sont le type d'anches le plus répandu. Elles sont disponibles dans des forces allant de 1,5 à 5. Elles sont fabriquées avec une épaisseur de 0,09 mm à la pointe et une épaisseur de 2,8 mm au talon.
Les anches Vandoren V.12 sont fabriquées à partir de la canne la plus dense utilisée pour la fabrication des anches de saxophone. À la pointe, les anches V.12 ont une épaisseur de 0,10 mm et au talon, elles ont une épaisseur de 3,15 mm. Cela équivaut à 0,124 pouce, d'où le nom V.12. Les anches V.12 sont disponibles dans des forces allant de 2,5 à 5. Ces forces ne correspondent pas à celles des anches traditionnelles Vandoren (une anche V.12 de force 4 a une dureté similaire à une anche traditionnelle de force 3,5). L'anche V12 produit un son plus sombre que l'anche traditionnelle.
Les anches « 56 rue Lepic » (emballage noir) portent le nom de l'adresse du siège social de Vandoren, 56 rue Lepic, Paris. Elles se distinguent des deux autres types d'anches Vandoren par le fait qu'elles proviennent de la canne la plus dense. À leur pointe, les anches 56 rue Lepic ont une épaisseur de 0,11 mm et au talon, elles ont une épaisseur de 3,25 mm. Elles sont très similaires aux anches de style allemand.
Les anches V21 sont sorties à partir de 2015. Elles combinent la forme d'une anche 56 rue Lepic avec un profil V.12.

### Anches de clarinette système allemand
Les anches White Master sont conçues respectivement pour les clarinettistes allemands. Leur coupe est calculée pour s'adapter aux caractéristiques des becs de clarinette du système allemand. Les anches Black Master ont une coupe plus large et plus épaisse que les anches White Master.

### Anches de clarinette système autrichien
Les anches Black Master sont conçues pour les clarinettistes autrichiens, respectivement. Elles sont disponibles en deux modèles différents. L'anche Black Master est conçue pour les becs autrichiens. Cette coupe peut également convenir aux becs du système Boehm. L'anche Black Master Traditional est conçue dans la tradition de l'école viennoise pour les becs autrichiens très fermés, avec une longue table.

### Anches de saxophone
Comme les anches de clarinette, les anches de saxophone Vandoren sont disponibles dans une variété de modèles. Le modèle le plus basique est l'anche traditionnelle, qui est très similaire à l'anche traditionnelle de clarinette.
L'anche Java, disponible en version grattée (filed) et non grattée (unfiled), est destinée à la pratique du jazz : la coupe Java Red limée est plus flexible et possède un corps sonore légèrement plus fort que la coupe Java originale (verte, non grattée ou unfiled). En 1993, Vandoren a commencé à produire des anches V16, également pour le jazz, qui ont une pointe plus épaisse et une table plus longue que les modèles Java. Le modèle ZZ est également destinée au jazz.
Vandoren a sorti à partir de 2009 le modèle V12 pour la musique classique qui est calquée sur le succès de l'anche Vandoren V12 pour la clarinette, puis à partir de 2016, l'anche V21, un modèle polyvalent pour différents styles de musique.

## Accessoires

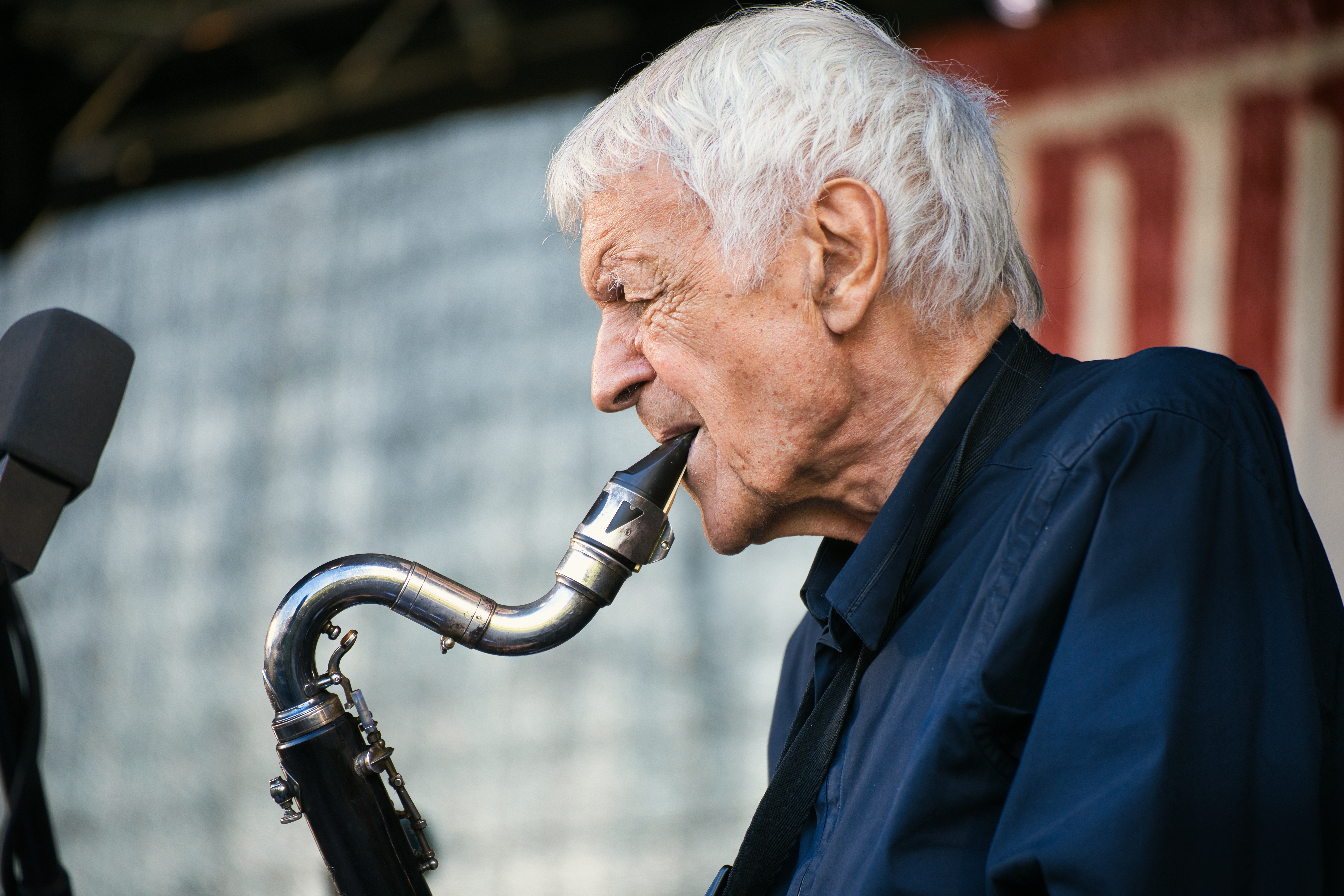
Michel Portal (bcl, ss), Lionel Loueke (guitare électrique, voc) & Christi Joza Orisha (batterie, perc) au INNtöne Jazzfestival 2021.

Vandoren propose des accessoires classiques pour clarinette et saxophone : ligatures, étuis porte-anches, cotons-tiges de nettoyage, pastilles protège-bec, graisse pour liège, harnais d'instruments et colliers de cou, pochettes pour becs, coupe-anches et retableurs d'anches.
Ligatures pour saxophones et clarinettes
Vandoren produit une large gamme de ligatures pour les joueurs de clarinette et de saxophone. Elles sont fabriquées à partir de matériaux tels que le métal, le cuir et les matériaux tissés. On peut trouver ces ligatures pour la clarinette soprano si♭, la clarinette basse, la petite clarinette mi♭ et la clarinette alto. Les mêmes matériaux sont utilisés pour les saxophonistes et peuvent être trouvés pour le saxophone soprano, le saxophone alto, le saxophone ténor et le saxophone baryton. Les ligatures Optimum, M/O, Klassik et la ligature en cuir de Vandoren sont toutes disponibles pour les familles de clarinettes et de saxophones.

## Librairie musicale
Vandoren est également un diffuseur de partitions spécialisé pour clarinette et saxophone. Il dispose d'un large catalogue de plus de 15000 œuvres et méthodes instrumentales.